# 広宣寺 (須賀川市)
広宣寺（こうせんじ）は、福島県須賀川市に所在する日蓮正宗の寺院。山号は永寿山（えいじゅざん）。

## 起源と歴史
- 1915年（大正4年）4月28日 - 須賀川教会として建立される。開基は第57世法主日正。
- 1958年（昭和33年）7月25日 - 寺号山号を公称する。
- 1981年（昭和56年）4月16日 - 須賀川市北町より現在地の同市八幡山へ移転
- 1982年（昭和57年）9月16日 - 願成寺第30代住職が第67世法主日顕の法主としての地位を否定したため、日蓮正宗の宗制宗規に違背したことにより破門されたが、願成寺を占有し居住を継続し、広宣寺住職が願成寺住職を兼務する。
- 2024年（令和6年）3月23日に願成寺第30代住職が死去。6月6日 - 願成寺は日蓮正宗に返還される。引続広宣寺住職が願成寺住職を兼務。

## 所在地
- 福島県須賀川市八幡山183

## 寺院周辺
- 須賀川市立須賀川第一中学校
- 須賀川市立須賀川第一小学校

## 交通アクセス
- 東北本線須賀川駅より車で15分。
- 東北自動車道須賀川インターチェンジより車で10分。